# Климук, Денис
Денис Климук (16 декабря 1982 года) — артист балета, ведущий солист Санкт-Петербургского государственного академического театра балета имени Леонида Якобсона.

## Биография
Родился в Бресте.
В 2002 году окончил Белорусский государственный хореографический колледж. (Педагог – Александр Иванович Коляденко.) В 2012 окончил Институт Современных Знаний им. Широкова (г. Минск).
2002—2013 — ведущий солист Национального академического большого театра оперы и балета Республики Беларусь.
2009—2012 — приглашенный солист Грузинского театра оперы и балета им. Палиашвили.
В 2011 году награждён медалью Франциска Скорины (за выдающиеся творческие достижения, высокое профессиональное мастерство и заслуги в развитии национальной культуры и искусства).
2013—2014 — солист Театра балета Бориса Эйфмана, Санкт-Петербург.
2014—2018 — солист балета Эстонской национальной оперы (Rahvusooper Estonia).
С 2018 — ведущий солист Санкт-Петербургского государственного академического театра балета имени Леонида Якобсона.
Был женат на Ольге Гайко (народная артистка Беларуси, прима Большого театра Беларуси). В настоящее время женат на Любови Андреевой.

## Репертуар
- «Дон Кихот» (Эспада) — постановка Йохана Кобборга по мотивам спектакля Мариуса Петипа
- «Жар – Птица» (Иван Царевич) — хореография и либретто Дагласа Ли
- «Венский вальс» (из цикла «Жанровые зарисовки») — хореография Леонида Якобсона
- Юноша — «Весна священная»
- Тиль Уленшпигель — «Легенда об Уленшпигеле»
- Макбет — «Макбет»
- Бог, Адам — «Сотворение мира»
- Тибальд и Парис — «Ромео и Джульетта»
- Ротбард и испанский танец — «Лебединое озеро»
- Ярополк — «Страсти»
- Спартак — «Спартак»
- Раб и Брамин — «Баядерка»
- Кэбот — «Любовь под вязами»
- Эспада — «Дон Кихот»
- Принц эльфов и Вожак гоблинов — «Белоснежка и семь гномов»
- Конрад и Бирбанто — «Корсар»
- Принц Лимон — «Чиполлино»
- Феб и Клод — «Эсмеральда»
- Дроссельмейер и персидский танец — «Щелкунчик»
- Гирей — «Бахчисарайский фонтан»
- Тристан — «Тристан и Изольда»
- Юноша — «Болеро»
- Хозе — «Кармен-сюита»
- Золотой Раб — «Шехеразада»
- Юноша — «Тамар»
- Ганс — «Жизель»
- Студент — «Анюта»
- Темный ангел — «Серенада»
- Солор — «Баядерка»

## Интересный факт
Именно Денис Климук послужил прототипом фигуры Аполлона из скульптурной композиции, венчающей главный вход НАБТ. По мнению скульптора, Геннадия Буралкина, его внешность соответствует всем канонам греческой красоты.